# Міделевий переріз
Міделевий переріз, мідель, мідль (рос. миделевое сечение, мидель; англ. midship section, midsection; нім. Hauptspantquerschnitt m) -
- 1) Найбільший за площею поперечний переріз рухомого у воді чи газі тіла — в площині, перпендикулярній напряму руху. До площі міделевого перерізу звичайно відносять діючу на тіло силу опору. Під площею міделевого перерізу розуміють ще площу проєкції тіла на площину, перпендикулярну напряму його руху.
- 2) Поперечний переріз судна у найширшому місці.

## Аеродинаміка
В аеродинаміці при русі тіла відносно повітряного потоку, виникає сила повітряного опору, величина якого частково залежить від розміру тіла. Основною величиною, яка пов'язана з розмірами тіл, яка визначає силу опору при його русі, є площа перетину тіла, перпендикулярного до напряму руху — міделевий переріз.